# Symphonie no 1 de Michael Haydn
Pour les articles homonymes, voir Symphonie no 1.
La Symphonie no 1 en ut majeur, Perger 35, Sherman 1, MH 23, est une symphonie de Michael Haydn, qui a probablement été composée à Vienne vers 1759. Il n'est pas certain que ce soit la première symphonie composée par Michael Haydn.

## Analyse de l'œuvre
La symphonie est écrite pour 2 hautbois, 2 bassons, 2 cors, 2 trompettes, timbales et les cordes.
Elle comporte quatre mouvements :
1. Allegro, en ut majeur
2. Andante, en sol majeur
3. Menuet et Trio, en fa majeur
4. Presto